# VAQ-140
140ème Escadron d'attaque électronique
Le Electronic Attack Squadron ONE FOUR ZERO (VAQRON 140 ou VAQ-140), est un escadron de chasseur d'attaque de l'US Navy stationné à la Naval Air Station Whidbey Island, dans l'État de Washington, aux États-Unis. L'escadron a été créé en 1985 et est surnommé "Patriots". Le VAQ-140 est équipé du EA-18G Growler et il est spécialisé dans la suppression cinétique et non cinétique des défenses aériennes ennemies (SEAD). Il est actuellement affecté au Carrier Air Wing Seven à bord du porte-avions à propulsion nucléaire USS George H. W. Bush (CVN-77).

## Historique
L'escadron a été créé le 1er octobre 1985 et immédiatement chargé de l'évaluation et des tests du missile anti-rayonnement à grande vitesse AGM-88 HARM, et est devenu le premier escadron pilotant le EA-6B Prowler à se déployer opérationnellement avec le missile HARM lors de son premier déploiement à bord de l'USS John F. Kennedy (CV-67) en août 1986 au sein du Carrier Air Wing Three (CVW-3).

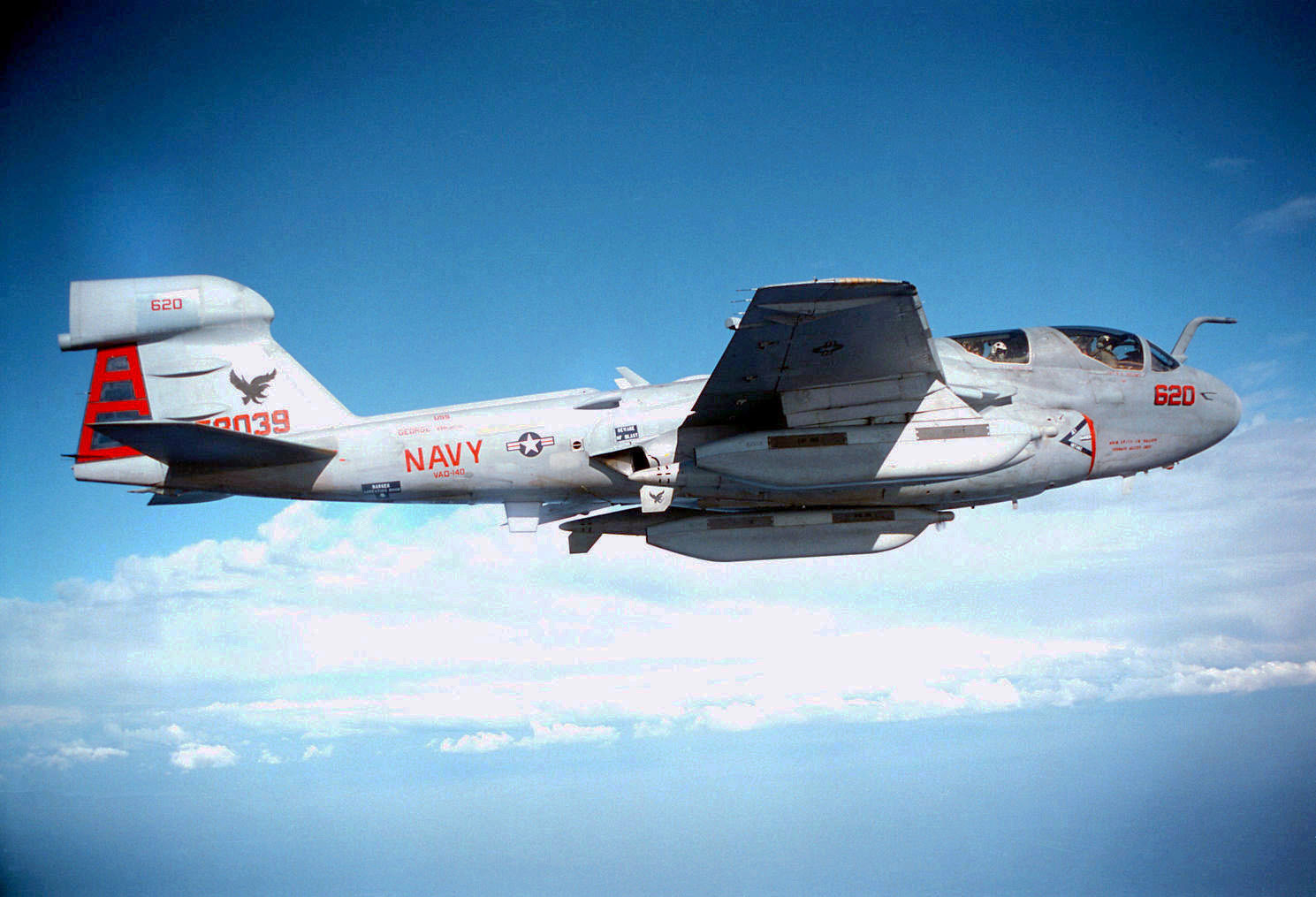
EA-6B Prowler du VAQ-140

Puis il rejoint le Carrier Air Wing Seven (CVW-7) en 1988, dont il est toujours actuellement.
Lors de son troisième déploiement à bord de l'USS Dwight D. Eisenhower (CVN-69) il participe au début de l'Opération Bouclier du désert (1991) puis de l'Opération Southern Watch (1992)  durant la Guerre du Golfe
En mai 1994, l'escadron se déploie à bord de l'USS George Washington (CVN-73) pour participer au 50ème anniversaire de la Bataille de Normandie puis soutenir l'Opération Southern Watch en Irak, ainsi que l'Opération Deny Flight (1993) en  et l'Opération Sharp Guard en Bosnie-Herzégovine. L'escadron a pris son premier rôle expéditionnaire en soutenant les opérations de combat dans les Balkans avec la 31st Air Fighter Wing à partir de la base aérienne d'Aviano, en Italie.
En 1999, le VAQ-140 participe à l'Opération Force alliée à l'appui du bombardement de la Yougoslavie par l'OTAN, prenant le commandement de l'Electronic Attack Wing Aviano, composé de 100 membres d'équipage et de 300 membres du personnel de soutien.

### Années 2000
En 2002, l'escadron réembarque sur l'USS John F. Kennedy , pour un autre déploiement de combat à la Base militaire d'Al-Udeid au Qatar. En 2004 le VAQ-140 s'est de nouveau déployé à bord de l'USS George Washington pour soutenir la guerre en Irak. En mai 2005, l'escadron s'est déployé au Marine Corps Air Station Iwakuni au Japon.
En 2006, l'escadron a commencé un déploiement prolongé de huit mois avec la moitié de l'escadron opérant à partir de la base aérienne Al-Asad, en Irak, et la moitié de l'escadron opérant à partir de l'USS Dwight D. Eisenhower.
En 2009, à bord de l'USS Dwight D. Eisenhower, l'escadron participe à l'appui de l'Opération Enduring Freedom, ainsi qu'en 2010

### Années 2010

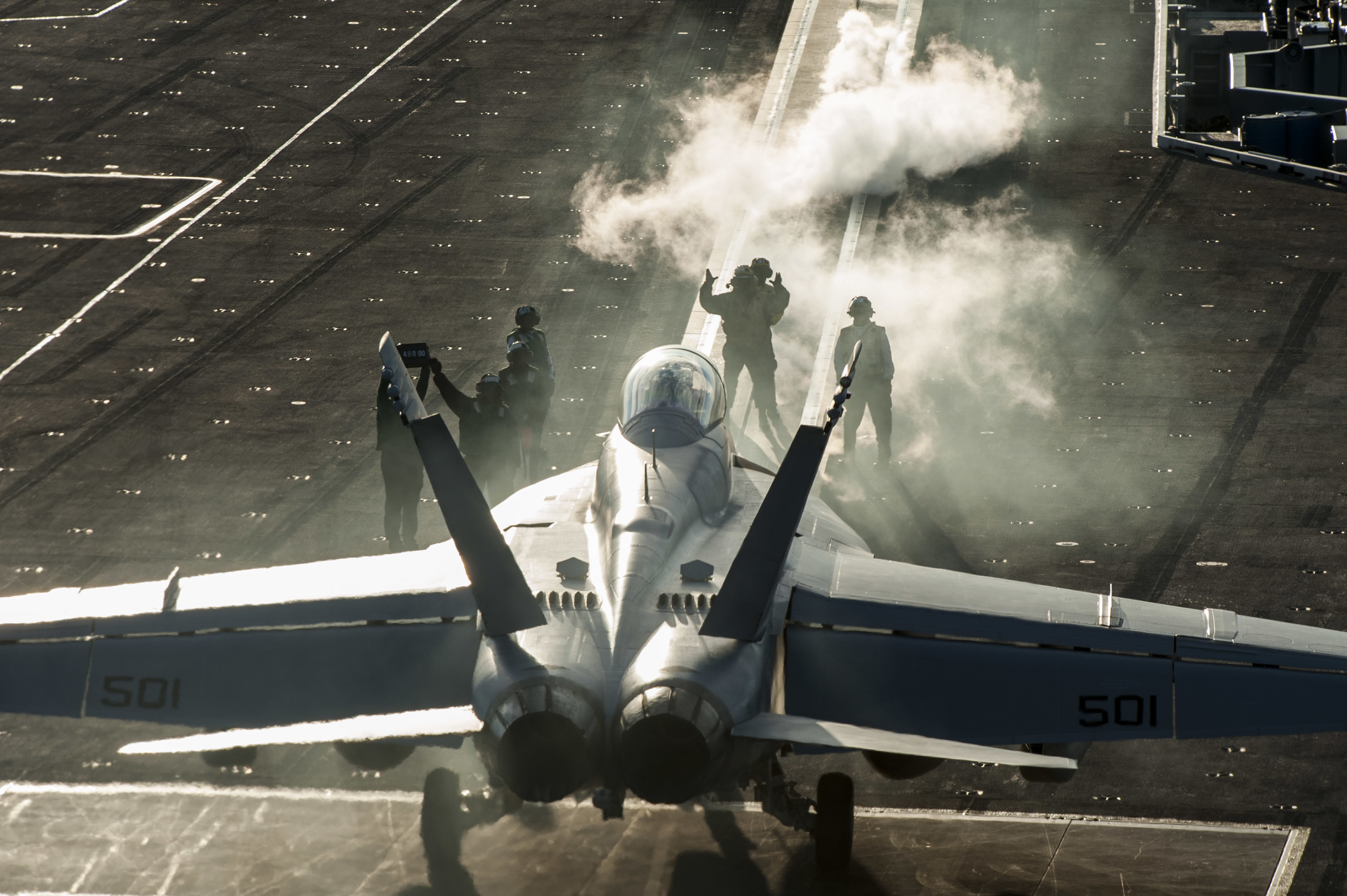
EA-8B Growler du VAQ-140 en 2015

À la mi-2011, l'escadron est retourné à la base aérienne d'Aviano pour soutenir l'Operation Unified Protector (en) et les opérations de l'OTAN au-dessus de la Libye pendant la Première guerre civile libyenne.
Puis le VAQ-140 a effectué deux déploiements à bord de l'USS Dwight. D. Eisenhower en 2012 et 2013 à l'appui de l'Opération Enduring Freedom et des opérations de sécurité maritime dans la zone de responsabilité de la 5ème flotte.
L'escadron a terminé la transition vers l'EA-18G Growler en juillet 2014. L'escadron s'est déployé à bord de l'USS Harry S. Truman (CVN-75) de novembre 2015 à juillet 2016 pour mener une opération de combat en Irak et en Syrie à l'appui de l'Opération Inherent Resolve. D'avril 1919 à janvier 2020 l'escadron s'est déployé à bord de l'USS Abraham Lincoln (CVN-72)pour un déploiement prolongé baptisé "The Endless Bummer" pour apaiser la tension avec l'Iran.